# دراگوویشتیکا
دراگوویشتیکا (به انگلیسی: Dragovištica) رودخانه‌ای است که در صربستان، بلغارستان، جمهوری مقدونیه جریان دارد.